# Gracias Miliki
Gracias Miliki es el cuarto álbum recopilatorio de estudio de Miliki, en el cual se reúnen algunas de aquellas canciones más famosas y algunas nuevas del payaso remasterizadas y grabadas de nuevo con voces de grandes cantantes. Se incluye la canción "Gracias Miliki" interpretada por grandes artistas del panorama musical español en homenaje a Miliki, fallecido un año antes de la publicación del disco.

## Lista de canciones
| N.º | Título                                                                    | Duración |  |
| 1.  | «Gracias Miliki (Diana Navarro, Daniel Diges, Sole Giménez y Álex Ubago)» |          |  |
| 2.  | «Susanita»                                                                |          |  |
| 3.  | «Mi barba»                                                                |          |  |
| 4.  | «Abre la puerta, Pepe» (Cover:)                                           |          |  |
| 5.  | «Animales F.C.»                                                           |          |  |
| 6.  | «Los días de la semana»                                                   |          |  |
| 7.  | «La gallina turuleca»                                                     |          |  |
| 8.  | «El barquito de cáscara de nuez»                                          |          |  |
| 9.  | «Te huelen los pies» (Cover:)                                             |          |  |
| 10. | «Dulce margarita»                                                         |          |  |
| 11. | «¿Cómo están ustedes?»                                                    |          |  |
| 12. | «El auto nuevo»                                                           |          |  |
| 13. | «Mi familia»                                                              |          |  |
| 14. | «Papá y mamá» (Cover:)                                                    |          |  |
| 15. | «Pepe trae la escoba»                                                     |          |  |
| 16. | «Multiplica»                                                              |          |  |
| 17. | «La marcha de las letras»                                                 |          |  |
| 18. | «Rocktiplica el 6 (la tabla del seis)»                                    |          |  |
| 19. | «Mundo de papel»                                                          |          |  |
| 20. | «El juego del alfabeto»                                                   |          |  |
| 21. | «Hola don Pepito» (Cover:)                                                |          |  |
| 22. | «El vals del 8 (la tabla del ocho)»                                       |          |  |
| 23. | «El camarero chino»                                                       |          |  |
| 24. | «Diez raperos (la tabla del diez)»                                        |          |  |
| 25. | «Pepín y sus deberes»                                                     |          |  |
| 26. | «El payaso y su nariz» (Cover:)                                           |          |  |
| 27. | «Había una vez un circo (new edit)»                                       |          |  |

## Intérpretes
- Miliki: Voz y acordeón
- José Morato y Óscar Gómez (productor): Voces y coros

### Colaboraciones
- Diana Navarro, Daniel Diges, Sole Giménez y Álex Ubago: en "Gracias Miliki" y "Había una vez un circo"
- Los Lunnis en "Te huelen los pies" y "Había una vez un circo"
- Yolanda Ramos en "El camarero chino" y "Había una vez un circo"
- DoReDoS y Patati Patatá en "Pepe trae la escoba"
- Pepe Viyuela y José Corbacho en "Hola Don Pepito" y "Había una vez un circo"
- Y muchos más...